# Colombine de Smith
Geophaps smithii
Espèce
Statut de conservation UICN

 LC A2ce+3ce+4ce : Préoccupation mineure
La Colombine de Smith (Geophaps  smithii) est une espèce de colombine endémique en Australie.

## Habitat
Elle habite les prairies et les broussailles des plaines sèches des régions tropicales et subtropicales.
Elle est menacée par suite de la disparition de son habitat.

## Sous-espèces
Cet oiseau est représenté par deux sous-espèces :
- Geophaps smithii smithii (Jardine & Selby, 1830) ;
- Geophaps smithii blaauwi Mathews, 1912.